# La Esperanza (Texas)
La Esperanza es un lugar designado por el censo ubicado en el condado de Starr en el estado estadounidense de Texas. En el Censo de 2010 tenía una población de 229 habitantes y una densidad poblacional de 3.157,76 personas por km².

## Geografía
La Esperanza se encuentra ubicado en las coordenadas 26°25′53″N 98°53′32″O / 26.43139, -98.89222. Según la Oficina del Censo de los Estados Unidos, La Esperanza tiene una superficie total de 0.07 km², de la cual 0.07 km² corresponden a tierra firme y (0%) 0 km² es agua.

## Demografía
Según el censo de 2010, había 229 personas residiendo en La Esperanza. La densidad de población era de 3.157,76 hab./km². De los 229 habitantes, La Esperanza estaba compuesto por el 77.73% blancos, el 0% eran afroamericanos, el 2.18% eran amerindios, el 0% eran asiáticos, el 0% eran isleños del Pacífico, el 19.65% eran de otras razas y el 0.44% pertenecían a dos o más razas. Del total de la población el 96.94% eran hispanos o latinos de cualquier raza.